# La Cité des permutants
 (juillet 2022).
Si vous disposez d'ouvrages ou d'articles de référence ou si vous connaissez des sites web de qualité traitant du thème abordé ici, merci de compléter l'article en donnant les références utiles à sa vérifiabilité et en les liant à la section « Notes et références ».
La Cité des permutants (titre original : Permutation City) est un roman de science-fiction de l'auteur australien Greg Egan paru en 1994.

## Résumé
En 2045, les progrès de l'informatique sont tels qu'il est maintenant possible de sauvegarder entièrement la configuration neuronale du cerveau humain et de la faire évoluer dans un environnement virtuel.
Cette technologie est utilisée par les plus riches pour faire des copies numérisées d'eux-mêmes et devenir immortels.
Seul problème : la survie de leur copie dépend du support informatique. Heureusement Paul Durham, informaticien de génie, découvre qu'il est possible de faire exister un  univers virtuel sans support matériel.

## Le Paradis et l'Enfer numérique
La théorie sous-jacente de ce roman est fondée sur le temps subjectif : l'écoulement du temps à l'intérieur du monde virtuel n'a pas besoin d'être le même que celui du monde réel, sauf éventuellement pour communiquer avec lui : dans ce cas, un système d'adaptation de vitesse permet d'accélérer ou ralentir la communication selon son sens, ce qui permet à un individu du monde réel de se faire représenter par un avatar dans le monde virtuel, cet avatar étant appelé simple "visiteur", par opposition aux "résidents", lesquels sont des Copies (des numérisations "réalistes") qui s'exécutent complètement à l'intérieur du monde virtuel, les Copies étant pratiquement prisonnières de leur univers numérique. Comment est-il possible qu'une Copie accède à la conscience à l'intérieur d'un monde virtuel ? L'idée est, d'une part, qu'il n'est pas nécessaire de tout simuler, il n'est nullement besoin de simuler au niveau atomique un corps humain, il suffit que la simulation soit réaliste au seul niveau biochimique : pourquoi aller plus loin si votre corps semble réagir normalement à tout stimuli extérieur, et qui a conscience de chacun de ses atomes le constituant ? Et ça fait moins de calcul à effectuer, mais cela ne suffit pas : pour que la simulation soit suffisamment fluide, il faut prendre le temps de la calculer, quitte à abandonner le temps réel : la simulation pourrait être ralentie, voire arrêtée, que ses habitants ne s'en apercevraient même pas, car ils vivent en leur temps subjectif.
Les idées contenues dans ce roman sont nombreuses et complexes, les idées principales sont claires et expliquées en détail à plusieurs reprises, et sont intéressantes dans leur implication philosophique.

## Éditions
- Permutation City, Orion/Millennium, avril 1994, 310 p.,  (ISBN 1-85798-174-X)
- La Cité des permutants, Robert Laffont, coll. « Ailleurs et Demain », 25 avril 1996, trad. Bernard Sigaud, 327 p.,  (ISBN 2-221-08177-3)
- La Cité des permutants, Le Livre de poche, coll. « Science fiction » no 7224, 1er décembre 1999, , trad. Bernard Sigaud, 435 p.,  (ISBN 2-253-07224-9)
- La Cité des permutants, Le Bélial', coll. « Quarante-deux », 25 août 2022, trad. Bernard Sigaud, 400 p.  (ISBN 978-2-38163-055-7)